# Renault 19
Renault 19 eller R19 (type 53) er en lille mellemklassebil bygget af den franske bilfabrikant Renault mellem efteråret 1988 og starten af 1997.
Bilens motor har fire cylindre og er placeret foran på tværs i flugt med gearkassen. Den trækker på forhjulene, som er ophængt enkeltvis på tværled og MacPherson-ophæng. Også baghjulene er ophængt enkeltvis på parallelle svingarme, monteret med torsionsstave på en hjælperamme. Bremsesystemet virker med skivebremser på forhjulene og tromlebremser på baghjulene, og styretøjet med tandhjul og tandstang.

## Historie
I november 1983 begyndte de første udviklingsarbejder på Renault 19 under ledelse af Jacques Cheinisse. Under "overkoden" X-53 findes der alt efter modeltype følgende "underkoder": B53 = femdørs, C53 = tredørs, L53 = Chamade og D53 = Cabriolet.
Efter otte måneder var det udvendige design fastlagt, og efter 13 måneder kabinedesignet. Frem til april 1986 blev kabinen yderligere tilpasset og der blev kørt ca. 7,5 mio. km med testbiler. Bilens officielle introduktion i maj 1988 var et stort fremskridt for Renault i forhold til kvalitet.
Kort tid efter introduktionen af R19 udgik forgængeren R9/R11 af produktion i december 1988. I september 1989 fulgte en sedanversion med tilnavnet Chamade ("hjerteflimmer").
Den i midten af 1991 introducerede cabrioletversion blev efter aftale med Renault fremstillet af tyske Karmann på deres fabrik i Rheine. Produktionstiden for en bil inklusiv sikkerheds- og kvalitetskontrol var ca. 16 timer.
Designeren Giorgio Giugiaro koncepterede Renault 19 i en vindtunnel. Derfor kan frontgrillen kun antydes mellem forlygterne, og sidespejlene er aerodynamisk udformede. Der er ingen regnlister på taget. Dermed kan bilen opnå en cW-værdi på 0,31; den i efteråret 1990 introducerede Sport 16V-version med hækspoiler har en værdi på 0,30.
Modellen blev i Europa bygget mellem midten af 1988 og efteråret 1995 på moderniserede produktionsanlæg i Douai og Maubeuge (Frankrig), Valladolid (Spanien) og Setúbal (Portugal). Produktionen fortsatte herefter indtil år 2000 i Santa Isabel, Brasilien og i Córdoba, Argentina.
- Renault 19 tredørs (1988–1992)
- Renault 19 Chamade (1989–1992)
- Renault 19 16V (1990–1992)
- Renault 19 Cabriolet (1991–1992)

### Facelift
I april 1992 gennemgik R19 et omfattende facelift. Disse biler benævnes Renault-typisk Phase II. Samtidig skiftede sedanversionen tilnavn til Bellevue.
De venstrestyrede versioner fik samtidig et nydesignet instrumentbræt og interiør, mens de højrestyrede versioner beholdt det oprindelige kabinedesign.
I 1993 blev sikkerhedudstyret opgraderet med stålbjælker i dørene og airbag i førersiden.
R19 blev i efteråret 1995 afløst af Mégane. Platformen og drivlinjen blev genbrugt i efterfølgeren.
Efter at hatchback- og sedanmodellerne var udgået af produktion, blev cabrioletversionen omdøbt til Renault Cabriolet og herefter bygget frem til starten af 1997, hvor den blev afløst af den åbne Mégane.
- Renault 19 femdørs (1992–1995)
- Bagfra
- Renault 19 Bellevue (1992–1995)
- Renault (19) Cabriolet (1992–1997)

## Svage sider
- Kendte svage sider på karrosseriet er de bageste hjulkasser på hatchback- og sedanversionerne, samt den forreste kant af motorhjelmen på modeller efter faceliftet i midten af 1992.
- Versionerne med benzinmotor er af fabrikanten ikke godkendt til brug med E10-brændstof.[9]

## Motorer
Alle motorerne i Renault 19 har fire cylindre og (med undtagelse af 16V-modellen) otte ventiler.

### Phase I (1988−1992)
|                                      | TR GTR             | GTS TSE            | GTX TXE            | 16V                 | TD GTD TDE         |
| Motordata                            |                    |                    |                    |                     |                    |
| Motorkode                            | C3J                | F3N-L740           | F3N-L742           | F7P                 | F8Q                |
| Fødesystem                           | Monopoint          | Monopoint          | Multipoint         | Multipoint          | Forkammer          |
| Køling                               | Vandkøling         | Vandkøling         | Vandkøling         | Vandkøling          | Vandkøling         |
| Boring × slaglængde                  | 75,8 × 77,0 mm     | 81,0 × 83,5 mm     | 81,0 × 83,5 mm     | 82,0 × 83,5 mm      | 80,0 × 93,0 mm     |
| Slagvolume                           | 1390 cm³           | 1721 cm³           | 1721 cm³           | 1764 cm³            | 1870 cm³           |
| Kompressionsforhold                  | 9,0:1              | 9,5:1              | 9,5:1              | 10,0:1              | 21,5:1             |
| Maks. effekt ved omdr./min.          | 43 kW (58 hk) 4750 | 54 kW (73 hk) 5000 | 66 kW (90 hk) 5250 | 99 kW (135 hk) 6500 | 47 kW (64 hk) 4500 |
| Maks. drejningsmoment ved omdr./min. | 100 Nm 3000        | 127 Nm 2750        | 140 Nm 3000        | 158 Nm 4250         | 118 Nm 2250        |
| Præstationer                         |                    |                    |                    |                     |                    |
| Topfart                              | 161 km/t           | 171 km/t           | 185 km/t           | 210 km/t            | 161 km/t           |
| Acceleration 0-100 km/t              | 14,8 sek.          | 12,3 sek.          | 10,7 sek.          | 8,2 sek.            | 15,7 sek.          |

Kilder: 

### Phase II (1992−1997)
|                                      | 1.4 RL/RN          | 1.4eco RL/RN       | 1.8 RN/RT          | 1.8s RT            | 1.8i RT             | 16V                 | 1.9D RL/RN/RT      | 1.9dT RN/RT        |
| Motordata                            |                    |                    |                    |                    |                     |                     |                    |                    |
| Motorkode                            | C3J                | E7J                | F3N-L740           | F3P                | F3P                 | F7P                 | F8Q                | F8Q                |
| Fødesystem                           | Monopoint          | Monopoint          | Monopoint          | Monopoint          | Multipoint          | Multipoint          | Forkammer          | Forkammer          |
| Køling                               | Vandkøling         | Vandkøling         | Vandkøling         | Vandkøling         | Vandkøling          | Vandkøling          | Vandkøling         | Vandkøling         |
| Boring × slaglængde                  | 75,8 × 77,0 mm     | 75,8 × 77,0 mm     | 81,0 × 83,5 mm     | 82,7 × 83,5 mm     | 82,7 × 83,5 mm      | 82,0 × 83,5 mm      | 80,0 × 93,0 mm     | 80,0 × 93,0 mm     |
| Slagvolume                           | 1390 cm³           | 1390 cm³           | 1721 cm³           | 1794 cm³           | 1794 cm³            | 1764 cm³            | 1870 cm³           | 1870 cm³           |
| Kompressionsforhold                  | 9,0:1              | 9,5:1              | 9,2:1              | 9,7:1              | 9,8:1               | 10,0:1              | 21,5:1             | 20,5:1             |
| Maks. effekt ved omdr./min.          | 43 kW (58 hk) 4750 | 55 kW (75 hk) 6000 | 54 kW (73 hk) 5000 | 65 kW (88 hk) 5750 | 80 kW (109 hk) 5500 | 99 kW (135 hk) 6500 | 47 kW (64 hk) 4500 | 66 kW (90 hk) 4250 |
| Maks. drejningsmoment ved omdr./min. | 100 Nm 3000        | 107 Nm 4000        | 127 Nm 2750        | 142 Nm 2750        | 160 Nm 4250         | 158 Nm 4250         | 118 Nm 2250        | 175 Nm 2250        |
| Præstationer                         |                    |                    |                    |                    |                     |                     |                    |                    |
| Topfart                              | 161 km/t           | 166 km/t           | 171 km/t           | 181 km/t           | 195 km/t            | 212 km/t            | 161 km/t           | 183 km/t           |
| Acceleration 0-100 km/t              | 14,8 sek.          | 13,5 sek.          | 12,3 sek.          | 10,9 sek.          | 9,9 sek.            | 8,5 sek.            | 15,7 sek.          | 11,4 sek.          |

1. ↑  Fra 1995: 1783 cm³
2. ↑  Fra 1995: 66 kW (90 hk)
3. ↑  Fra 1995: 79 kW (107 hk)

Kilder: 

## Sikkerhed
Det tyske fagtidsskrift auto motor und sport gennemførte i år 1992 en kollisionstest af Renault 19 og seks andre bilmodeller i kompaktklassen med en kollisionshastighed på 55 km/t. Renault 19 viste sig at være dårligere end Volkswagen Golf III og Opel Astra F men bedre end Citroën ZX, SEAT Toledo, Ford Escort og Fiat Tipo.
Technische Universität Berlin lavede i 2007 en sammenligning mellem en Renault 19 Phase II uden selestrammere og airbags, og en Mégane II for at demonstrere bilsikkerhedens udvikling i løbet af de sidste 10 år. Bilerne blev med en hastighed på 50 km/t kørt frontalt ind i en stiv væg. På grund af en fejl i forsøget udløste selestrammere og airbags i Mégane II ikke, hvorved dukkerne blev mere belastet end i 19'eren. Dette blev begrundet af Méganes stivere struktur og "blødere" seler med aktive, rent mekanisk virkende og dermed uafhængige af airbagens aktiveringstilstand, selekraftbegrænsere.
Det svenske forsikringsselskab Folksam vurderer flere forskellige bilmodeller ud fra oplysninger fra virkelige ulykker, hvorved risikoen for død eller invaliditet i tilfælde af en ulykke måles. I rapporterne Hur säker är bilen? er/var Renault 19 klassificeret som følger:
- 1999: Mindst 20 % bedre end middelbilen[15]
- 2001: Som middelbilen[16]
- 2003: Ned til 15 % dårligere end middelbilen[17]
- 2005: Som middelbilen[18]
- 2007: Dårligere end middelbilen[19]
- 2009: Dårligere end middelbilen[20]
- 2011: Dårligere end middelbilen[21]
- 2013: Mindst 40 % dårligere end middelbilen[22]
- 2015: Mindst 40 % dårligere end middelbilen[23]
- 2017: Mindst 40 % dårligere end middelbilen[24]
- 2019: Mindst 40 % dårligere end middelbilen[25]

## Udstyr

### Phase I (1988−1992)
- TR, TD: Indvendigt justerbare sidespejle, sammenklappeligt bagsæde, forbederelse for radio med antenne og plads til højttalere, el-bagrude, triptæller, forrudevisker med to hastigheder og intervalfunktion, analogur, automatiske rulleseler, bremseforstærker, højdejusterbare nakkestøtter foran, advarselslamper for nedslidte bremseklodser, trukket håndbremse samt lav brændstofstand, hjulkapsler "Rubis", cigarettænder.
- GTR, GTS, GTX, GTD: Som TR og TD samt grøntonede ruder, højdejusterbart førersæde og rat, splitbagsæde, advarselstone for tændt lys når køretøjet forlades, oliestandsmåler, omdrejningstæller, lys i handske- og bagagerum, læselampe, hjulkapsler "Onyx", kølevæsketermometer.
- TSE, TXE, TDE: Som GTR, GTS, GTX og GTD samt el-ruder foran, fjernbetjent centrallåsesystem, tågeforlygter, højde- og hældningsjusterbare nakkestøtter foran, velourindtræk, belysning bagi, hjulkapsler "Mundial", lommer bagpå forsæderne.
- 16V: Som TSE, TXE og TDE samt ABS-bremser, dobbelte forlygter, 15" alufælge med dæk 195/50 R 15, hækspoiler, sportssæder.

### Phase II (1992−1995)
- RL: Bremseforstærker, højdejusterbare automatiske rulleseler, pyrotekniske selestrammere, højde- og hældningsjusterbare nakkestøtter foran, indvendigt justerbare sidespejle, el-bagrude, hjulkapsler, lys i handske- og bagagerum, advarselslamper for nedslidte bremseklodser, trukket håndbremse samt lav brændstofstand, forberedelse for radio med antenne, splitbagsæde, forrudevisker med to hastigheder og intervalfunktion, triptæller, kølevæsketermometer, advarselstone for tændt lys når køretøjet forlades.
- RN: Som RL samt servostyring, grøntonede ruder, omdrejningstæller, elektronisk alarmsystem, læselampe, oliestandsmåler, højdejusterbart førersæde og rat.
- RT: Som RN samt tågeforlygter, elektrisk skydetag, belysning bagi, lommer bagpå forsæderne, RDS-radio 4x15W med kassettebåndoptager og ratbetjening, el-ruder foran, fjernbetjent centrallåsesystem.
- 16V: Som RT samt ABS-bremser, dobbelte forlygter, 15" alufælge med dæk 195/50 R 15, sidespejle og hækspoiler i bilens farve, sportssæder.

Kilde: 

## Priser
- 1989: "Årets Bil" i Tyskland og Spanien
- 1990: "Årets Bil" i Danmark[27] og Irland
- 1992: "Das Goldene Lenkrad" Klasse 2 (Tyskland)[28]
- 1993: "Årets Bil" i Argentina